# إنغريد كوتر
إنغريد كوتر Ingrid Kötter (ولد في 23 يونيو 1934 في هاغن في فيستفالن بلقب جوبل) هي مؤلفة كتب أطفال وشباب. كما تكتب للتلفاز وكذلك مسرحيات إذاعية وأشعار وروايات.

## وصلات خارجية
- إنغريد كوتر على موقع IMDb (الإنجليزية)